# Edward Alleyn
Edward Alleyn (Bishopsgate, 1º settembre 1566 – Londra, 25 novembre 1626) è stato un attore teatrale inglese.

## Biografia
Edward Alleyn è stato uno dei più importanti attori inglesi del teatro elisabettiano, fondatore del Dulwich College e del teatro Fortune Playhouse. 
Lavorò con i più importanti commediografi del tempo, da Christopher Marlowe a William Shakespeare e fu molto stimato e apprezzato per la sua abilità da tutti i contemporanei, al punto che la regina Elisabetta I d'Inghilterra in persona lo pregò di tornare sulle scene dopo il suo ritiro nel 1598; il ritiro definitivo si verificò nel 1604.
Il 22 ottobre 1592 sposò Joan Woodward, figliastra dell'impresario teatrale Philip Henslowe, di cui divenne socio e quindi comproprietario del teatro londinese The Rose. Intorno al 1600 fondò il teatro Fortune Playhouse, situato nella attuale Fortune Street di Londra, che venne però soppresso nel 1642. 
Dal 1605 divenne capocomico della compagnia teatrale The Admiral's Men ("gli uomini del Lord Ammiraglio"). Assieme a Henslowe, Alleyn fra il 1593 e il 1596 fece rappresentare 55 lavori teatrali di Thomas Dekker, George Chapman, Michael Drayton, Thomas Heywood ed altri, registrati tutti nel Diario di Henslowe. Joan Woodward, la prima moglie di Alleyn, morì il 28 giugno 1623; il 3 dicembre dello stesso anno Alleyn sposò Constance Donne, figlia del poeta John Donne. Edward Alleyn morì tre anni dopo e fu seppellito nella cappella del College of God's Gift, da lui fondato, a Dulwich.

## Omaggi e riferimenti
Alleyn appare nel film del 1998 Shakespeare in Love, interpretato da Ben Affleck. È ritratto come un attore vanitoso ed egocentrico che accetta di interpretare la parte di Mercuzio in Romeo e Giulietta dopo che gli era stato detto che il titolo dell'opera sarebbe stato Mercuzio. Si redime più tardi consigliando a Shakespeare di modificare il titolo per adeguarlo al soggetto dell'opera.